# Chiesa dei Santi Maria e Pancrazio (Pistoia)
La chiesa dei Santi Maria e Pancrazio a Cireglio è un luogo di culto cattolico di Cireglio, frazione di Pistoia.

## Storia e descrizione
Si presenta come un edificio moderno, perché fu completamente distrutta dalle truppe tedesche durante la seconda guerra mondiale, ma sorge sul luogo di quella che fu forse la più importante struttura ecclesiastica della zona, l'antica pieve di San Pancrazio e San Giovanni Battista di Brandeglio, ricordata già nel secolo XI. All'interno, intorno al fonte battesimale, sono raccolti numerosi pezzi provenienti dalla pieve alto medioevale e dal vicino oratorio di Santa Maria della Neve.
La notte del 23 giugno 2025 intorno alle due la chiesa subisce un crollo rendendola inaccessibile.